# Vayuraptor
Vayuraptor nongbualamphuensis is een vleesetende theropode dinosauriër, behorend tot de Coelurosauria, die tijdens het vroege Krijt leefde in het gebied van het huidige Thailand.

## Vondst en naamgeving
In augustus 1988 vond Paladej Srisuk in de A1-groeve te Phu Wat het onderbeen van een theropode.
In 2019 werd de typesoort Vayuraptor nongbualamphuensis benoemd en beschreven door Adun Samathi, Phornphen Chanthasit en Paul Martin Sander. De geslachtsnaam verbindt Vayu, de hindoegod der winden, een verwijzing naar de vermeende hoge snelheid van het dier, met het Latijn raptor, "rover". De soortaanduiding verwijst naar de herkomst uit de provincie Nong Bua Lamphu. Omdat de publicatie plaatsvond in een elektronisch tijdschrift waren er Life Science Identifiers nodig voor de geldigheid van de naam. Die zijn 7CCF3718-D9BE-4FE3-A
191-8754C7892CF1 voor het geslacht en 10988651-4C41-4062-A70F-13BC6DE0D722 voor de soort.
Het holotype, SM-NB A1-2, is gevonden in een laag van de Sao Khua-formatie die vermoedelijk dateert uit het late Barremien. Het bestaat uit een linkerscheenbeen verbonden met het sprongbeen en hielbeen. Uit dezelfde groeve als het holotype zijn verschillende botten toegewezen. Deze betreffen de specimina PRC-NB A1-11: een rechterravenbeksbeen; PRCNB
A1-4: een stuk kuitbeen; PRC-NB A1-10: en rib; PRC- NBA1-3: een vermoedelijk stuk van een schaambeen; PRC-NB A2-20: een vingerkootje en PRC-NB A2-16: een vermoedelijk teenkootje.

## Beschrijving
De lichaamslengte van Vayuraptor werd door de beschrijvers geschat op vier à vierenhalf meter. Dit wijst op een gewicht van honderdvijftig kilogram. Het scheenbeen heeft een lengte van 515 millimeter.
De beschrijvers wisten vier onderscheidende kenmerken vast te stellen. Het waren autapomorfieën, unieke afgeleide eigenschappen. Het sprongbeen heeft twee korte horizontale groeven en twee aderkanalen op het hoofdlichaam en twee groeven aan de basis van de opgaande tak. De opgaande tak heeft een rechte buitenrand terwijl de binnenrand daar aan de basis recht evenwijdig aan loopt maar op middelste hoogte naar buiten draait richting top. Op de opgaande tak van het sprongbeen loopt een verticale richel, bovenaan beginnen aan de top en naar onderen doorlopend tot net boven het midden. De opgaande tak van het sprongbeen is extreem hoog en smal, 66% hoger dan breed.

## Fylogenie
De fylogenetische positie van Vayuraptor bleek moeilijk te bepalen buiten een algemeen Coelurosauria. Een kladistische analyse leverde een polytomie of kam op waarin de nauwere verwantschap met de verschillende groepen coelurosauriërs niet nader vastgesteld kon worden.